# 樫原辰郎
樫原 辰郎（かしはら たつろう、1964年 - ）は、日本の著述家、脚本家、映画監督。

## 経歴
大阪生まれ、大阪芸術大学文芸学科中退。大阪芸大在学中の1984年から1987年頃にかけて、大阪門真市の模型店海洋堂ホビー館のスタッフに加わり、模型の組立や宣伝などに携わる。
1998年に上京して脚本家をはじめ、グルメライター、映画監督、ゲーム、iOSアプリ制作などで幅広く活動。
2014年に書き下ろしの単著『海洋堂創世記』を上梓。以降、書籍出版を目的とする著述家活動に軸足を置く。

## 映画

### 監督
- 美女濡れ酒場（2002年7月1日、フリーク・アウト）　※兼脚本／第15回ピンク大賞・作品賞、脚本賞、新人監督賞
- 稲川淳二の戦慄のホラー　山の中の忘れ物 (V)（2003年6月26日、角川書店）　※兼脚本
- 牝刑事（メスデカ） 美少女監禁犯を追え!! (V)（2003年7月22日、TMC）
- エリンの食卓（2003年）　※短編サイレント作品
- ペルソナ（2008年1月26日、キックファクトリー）　※兼脚本

### 脚本
- 女子プロ志願 乳固め卍くずし（1998年9月5日、国沢プロ）
- 濡恥母 (V)（1999年1月21日、ミュージアム）
- 尼 (V)（1999年2月21日、ミュージアム）
- ノーパン妻 週末は不倫狂い（1999年7月3日、国沢プロ）
- 義母覗き 爪先に舌絡ませて（1999年10月9日、国沢プロ）
- 花嫁は初夜に濡れて（2000年1月15日、国沢プロ）
- 痴漢電車 手のひらで桃尻を（2000年5月1日、国沢プロ）
- ミレニアムZERO（2000年7月29日、フリーク・アウト）
- 淫臭名器の色女（2000年9月28日、国沢プロ）
- 不倫願望 癒されたい（2000年11月11日、国沢プロ）
- 人妻たちの性白書 AVに出演した理由（2001年2月5日、国沢プロ）
- プライベート・レッスン 家庭教師の胸元（2001年4月21日、フリーク・アウト）
- 三浦あいか 痴漢電車エクスタシー（2001年8月13日、フリーク・アウト）
- 吉村すもも 奴隷人形（2001年9月17日、フリーク・アウト）
- ノーパン医院 お脱がし治療（2002年1月15日、フリーク・アウト）
- 家政婦は覗いた! 私生活（秘）レポート (V)（2002年1月22日、ジャンク=TMC）
- 痴漢電車 人前で… (V)（2002年1月25日、サブマリンフィルムズ=アンカー・ビジュアルネットワーク）
- ふたりの恋人（2002年3月2日、フリーク・アウト）
- バネ式（2002年5月11日、BANESHIKI FILM COMMITTEE）
- 不倫妻 欲望の代償 (V)（2002年8月2日、セゾンフィルム）
- 人妻 眠れぬ夜のために… (V)（2002年9月6日、レジェンド・ピクチャーズ）
- ノーパン若妻 おもちゃで失神（2002年10月22日、フリーク・アウト）
- 義母の秘密 息子愛撫（2002年11月29日、ENKプロ）
- 小島三奈 声を漏らし感じて（2003年2月5日、フリーク・アウト）
- 青い性体験 家庭教師と淫らなレッスン (V)（2003年4月4日、レジェンド・ピクチャーズ）
- 新・未亡人銭湯 女盛りムンムン（2003年5月18日、フリーク・アウト）
- 稲川淳二の真実のホラー 湖面の魂 (V)（2003年6月26日、角川書店）
- 白昼の秘めた欲望 (V)（2003年7月4日、セゾンフィルム）
- 悩殺天使 吸い尽くして（2003年10月10日、フリーク・アウト）　※第16回ピンク大賞・脚本賞
- エロキチ三平 全裸人魚伝説の謎 (V)（2003年11月22日、TMC）
- 新任歯科助手 発情クリニック (V)（2004年1月22日、TMC）
- くノ一淫法 おっぴろげ桜貝（2004年10月10日、フリーク・アウト）
- 大怪獣バトル ウルトラ銀河伝説 THE MOVIE（2009年12月12日、円谷プロダクション）

## ゲーム
- THE 呪いのゲーム（2005年、PlayStation 2） - シナリオ

## 著作

### 単著
- 『海洋堂創世記』白水社、2014年、増補版2024年
- 『『痴人の愛』を歩く』白水社、2016年
- 『帝都公園物語』幻戯書房、2017年
- 『ロックの正体――歌と殺戮のサピエンス全史』晶文社、2023年

### 共著
- 『iPhoneで誰でも映画ができる本』 キネマ旬報社、2011年（角田亮共著）

### 編著
- 『吉田健一ふたたび』冨山房インターナショナル、2019年（川本直共編）
- 『吉田健一に就て』国書刊行会、2023年（川本直、武田将明共編）